# Grafisk profil
En grafisk profil är, inom exempelvis ett företag eller en organisation, den eller de regler som beskriver användandet av företagets eller organisationens logotyp samt vilka färger och bokstavstilar som ska användas i de trycksaker företaget eller organisationen producerar.
Anledningen till fastställande av grafiska profiler är i huvudsak att ge ett likriktat användande av de bilder och texter som representerar organisationen och fungerar som dess "ansikte utåt".
Corporate identity är det uttryck som används internationellt för begreppet.
En språklig motsvarighet till grafisk profil är skrivregler.

## Exempel
- Lunds universitets grafiska profil
- Umeå kommuns grafiska profil